# Herb Lindsay
Herb Lindsay (12 de novembro de 1954) é um ex-fundista estadunidense.
Herb Lindsay venceu edição da Corrida Internacional de São Silvestre, em 1979. E foi medalhista pan-americano em 1979